# Brygada Norweska (1940–1945)

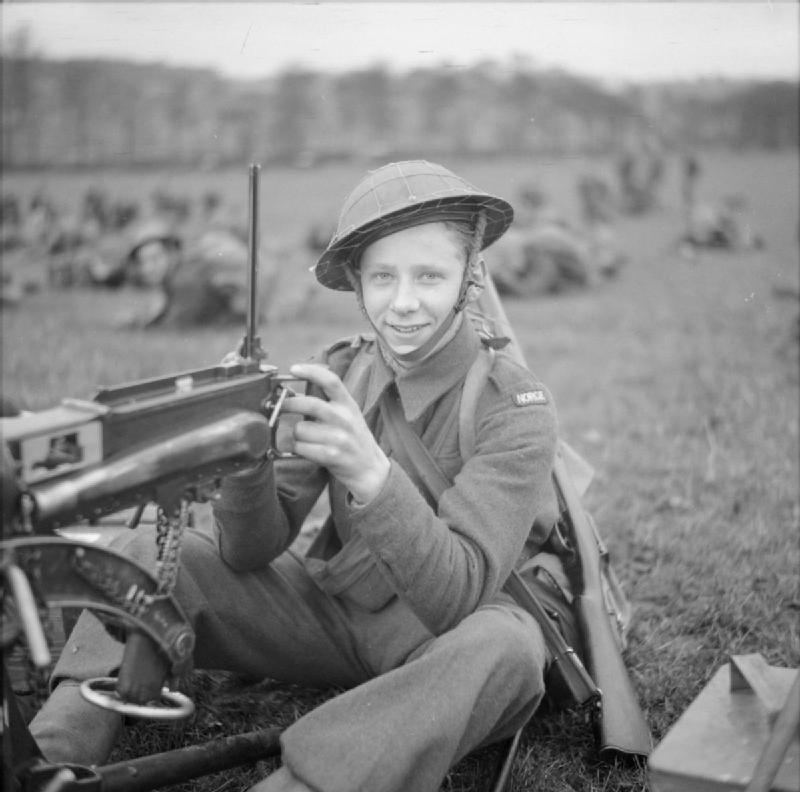
Żołnierz Brygady Norweskiej z karabinem maszynowym Vickers na poligonie w szkockim mieście Coatbridge (1940)

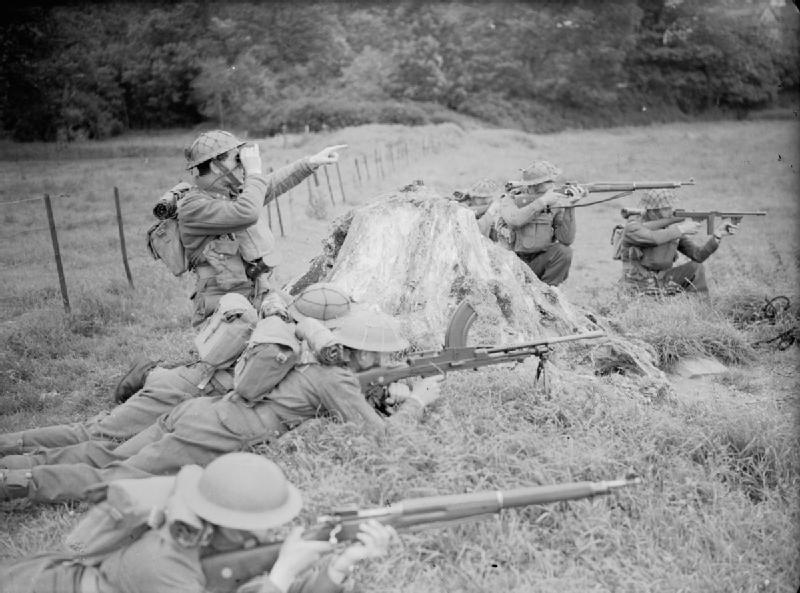
Żołnierze Brygady Norweskiej podczas ćwiczeń na poligonie w szkockim mieście Dumfries (1941)

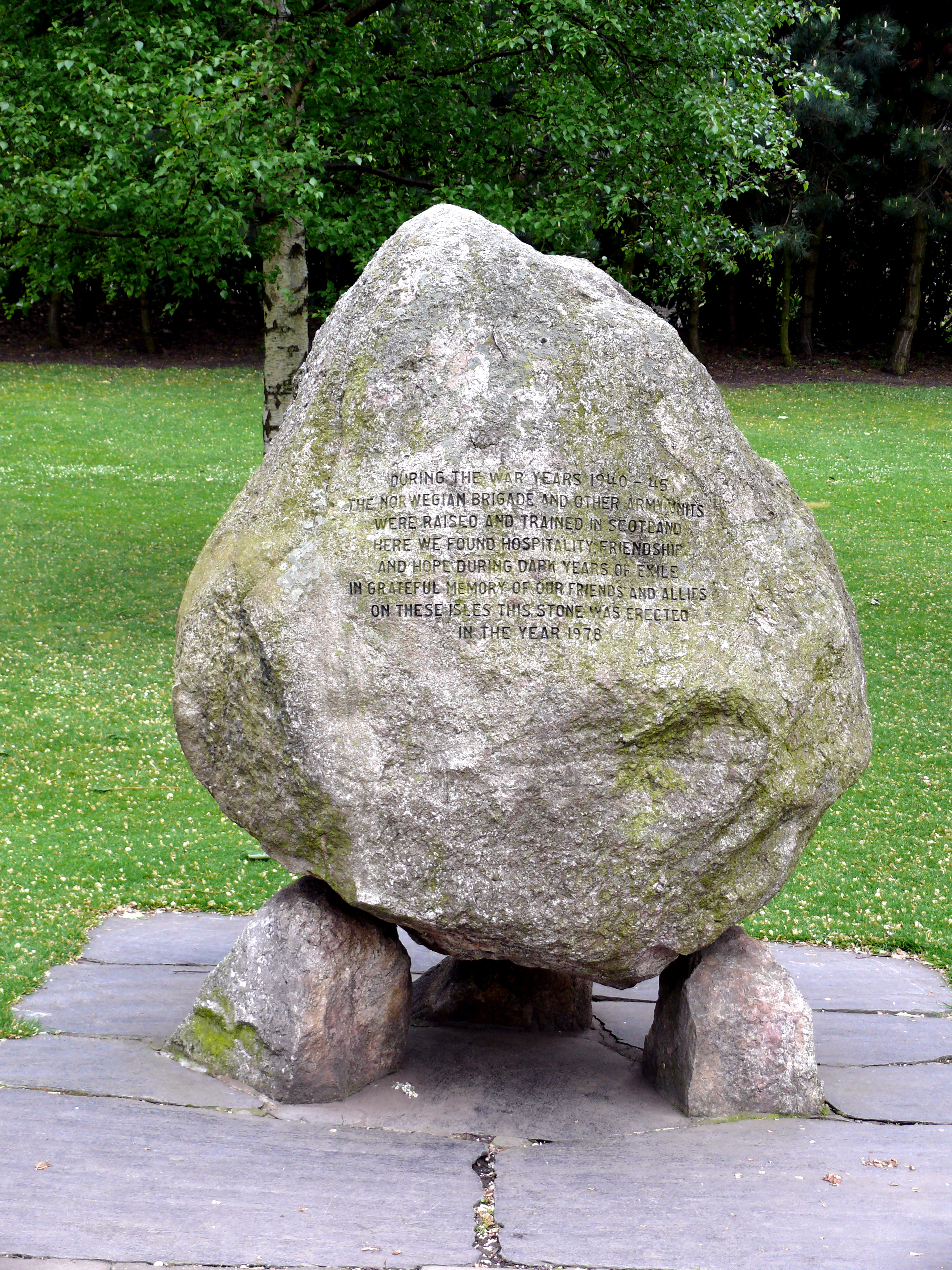
Kamień pamiątkowy ku czci Brygady Norweskiej w parku Princes Street Gardens w Edynburgu (2011)

Brygada Norweska (ang. The Norwegian Brigade, norw. Den Norske Brigade) – norweska jednostka wojskowa u boku aliantów podczas II wojny światowej.

## Geneza
Po inwazji niemieckiej na Norwegię w kwietniu 1940, do Wielkiej Brytanii przybyła norweska misja wojskowa, która miała zwerbować ochotników dla norweskiej armii. Jednakże z powodu szybkiego zakończenia walk w Norwegii nie zdążyli oni wyruszyć do kraju. Zostali oni zgrupowani w obozie w Hamilton w Szkocji pod komendą majora Carla Johana Eckersberga Stenersena. W połowie maja było w nim około 450 Norwegów. Na początku czerwca zostali oni przeniesieni do Dumfries. 10 czerwca do Wielkiej Brytanii przybyli król Haakon VII i rząd, a 20 czerwca w Londynie powstało Dowództwo Armii Norweskiej, które przejęło zwierzchnictwo nad obozem w Dumfries. Latem liczba Norwegów zgrupowanych w nim wzrosła do 1–1,5 tysiąca ludzi. Zostali oni umundurowani i uzbrojeni w stare karabiny z czasów I wojny światowej. 21 czerwca generał Carl Gustav Fleischer z Dowództwa Armii Norweskiej wystąpił z koncepcją przeprowadzenia poboru wszystkich Norwegów w wieku 20–35 lat przebywających w Wielkiej Brytanii w celu zwiększenia sił norweskich na uchodźstwie do około 2,5 tysiąca ludzi. Jednocześnie Brytyjczycy zamierzali sformować dwie norweskie samodzielne kompanie, każda w liczbie 230 żołnierzy, do prowadzenia rajdów na wyspy i wybrzeże norweskie. Emigracyjny rząd norweski ostatecznie odrzucił plan generała Fleischera, przyznając priorytet marynarce handlowej, marynarce wojennej i siłom lotniczym oraz jednostkom specjalnym, których chcieli Brytyjczycy. Pod koniec lipca obóz w Dumfries został oficjalnie nazwany „Norweskim Obozem Wojskowym Dumfries” (Norwegian Army Camp Dumfries). W sierpniu przeniosło tam swoją siedzibę z Londynu Dowództwo Armii Norweskiej.

## Początki Brygady Norweskiej
9 września Brytyjczycy po raz pierwszy użyli nazwy The Norwegian Brigade wobec Norwegów zgromadzonych w obozie w Dumfries. Składała się ona z trzech kompanii strzeleckich, kompanii sztabowej, kompanii karabinów maszynowych, kompanii mieszanej (motocykliści, saperzy, łączność), kompanii transportowej i baterii dział polowych (4 działa). Ponadto w obozie działały kursy oficerskie oraz istniało biuro zaopatrzeniowe norweskiej armii i szpital wojskowy. Brygada otrzymała nowe uzbrojenie i wyposażenie, ale w niewystarczającej ilości. W październiku do Coatbridge koło Glasgow zostały przeniesione trzy kompanie pod dowództwem podpułkownika Arne Dagfina Dahla, aby pełnić służbę patrolową wzdłuż wybrzeża. W grudniu brytyjskie War Office przekazało Brygadę pod rozkazy głównodowodzącego siłami brytyjskimi. W tym czasie zasiliła ją grupa kilkudziesięciu żołnierzy z oddziału norweskich ochotników pod dowództwem porucznika Karla Hjelvika, sformowanego na Islandii i przetransportowanego następnie do Wielkiej Brytanii. Utworzyli oni kompanię narciarską. Na początku 1941 Norwegowie rozpoczęli szkolenie wojskowe wraz z oddziałami brytyjskimi, zaś bateria artylerii polowej została przydzielona do brytyjskiego 126 Królewskiego Pułku Artylerii. Sformowano wówczas czwartą kompanię Brygady, w dużej części spośród ochotników, którzy przybyli z brytyjskimi komandosami po rajdzie na Lofoty w marcu. Wiosną liczebność Brygady wynosiła 1367 ludzi. 28 maja doszło do podpisania umowy norwesko-brytyjskiej, która zdefiniowała rolę norweskiego wojska na uchodźstwie w strukturze brytyjskich sił zbrojnych. Norweskie jednostki miały być dowodzone przez rodzimych oficerów, miały używać własnych sztandarów, dystynkcji i odznak.

## Pierwsze akcje Norwegów
W marcu 1941 Brytyjczycy wysłali na wyspę Jan Mayen, na której znajdowała się stacja meteorologiczna i radiowa, niewielki garnizon, złożony z 11 żołnierzy kompanii narciarskiej Brygady, dowodzonych przez podporucznika Einara Meidella Hoppa. Pozostali oni tam aż do końca wojny. W sierpniu jeden pluton z 2 Kompanii Strzeleckiej współuczestniczył z Brytyjczykami w ewakuacji ludności zamieszkującej Svalbard, czyli grupę wysp arktycznych o tej samej nazwie i Wyspę Niedźwiedzią, położonych na północ od Półwyspu Skandynawskiego. Tym razem obyło się bez starcia zbrojnego z Niemcami. 349 spośród ewakuowanych zasiliło Brygadę. W połowie 1941 brytyjskie dowództwo przydzieliło Brygadę Norweską do patrolowania wybrzeża szkockiego na odcinku od Tain do Edderton na północy kraju. W październiku przejęła ona odcinek wybrzeża w hrabstwach Banffshire i Aberdeenshire. Zimowa monotonna służba znacznie obniżyła morale żołnierzy. W grudniu na prośbę Brytyjczyków norweski Detachment No 1, w sile 14 ludzi, zasilił brytyjski garnizon na wyspie Georgia Południowa. W lutym 1942 na Islandię zostało przetransportowanych 7 oficerów oraz 19 podoficerów i szeregowców jako instruktorzy narciarstwa i walki w warunkach zimowych dla tamtejszego brytyjskiego garnizonu, a następnie amerykańskich sił okupacyjnych. 30 kwietnia na wyspy Svalbard ponownie został wysłany kontyngent żołnierzy Brygady, tym razem liczący 82 ludzi pod dowództwem podpułkownika Einara Sverdrupa. Misja zakończyła się jednak niepowodzeniem, gdyż 2 statki przewożące żołnierzy zostały zatopione przez 4 niemieckie samoloty dalekiego rozpoznania Focke-Wulf 200 Condor. 12 ludzi, w tym podpułkownik Sverdrup, poległo, zaś pozostali dryfowali na krze lodowej, aż uratowały ich okręty brytyjskie. W tej sytuacji 2 lipca wysłano drugą grupę Norwegów, która już bezpiecznie dotarła na wyspy Svalbard.

## Reorganizacja Brygady
6 lutego 1942 doszło do reorganizacji rządu i Dowództwa Wojsk Norweskich w Wielkiej Brytanii. Zaowocowało to także zreorganizowaniem Brygady, co trwało do lata. Struktura Brygady została przystosowana do nowych zadań, którymi było wyzwolenie całej lub części Norwegii, a następnie ustanowienie aparatu administracyjnego, a do tego czasu współuczestniczenie w działaniach brytyjskich sił specjalnych. Ostatecznie składała się ona z trzech samodzielnych kompanii górskich, każda w składzie oddziału sztabowego, trzech plutonów strzeleckich, plutonu łączności, plutonu administracyjnego. Kompanie liczyły po około 260 żołnierzy. Ponadto Brygada miała pluton transporterów opancerzonych Universal Carrier, kompanię spadochronową, pluton żandarmerii wojskowej i baterię artylerii polowej. Przy Brygadzie w dalszym ciągu działały kursy oficerskie. Ogółem jednostka liczyła 2527 żołnierzy. W czerwcu część żołnierzy, która przeszła szkolenie artylerii przybrzeżnej, została przeniesiona do Grupy Artylerii Przybrzeżnej podlegającej Norweskiemu Dowództwu Morskiemu. Istniał plan sformowania czwartej kompanii górskiej, ale ostatecznie dwa plutony przyszłej 4 Kompanii posłużyły do utworzenia norweskiego kontyngentu w ramach No. 5 Norwegian Troop Inter-Allied Commando.

## Okres drugiej połowy 1942-1944
Okres ten w historii Brygady Norweskiej zdominowany był przez ciężkie, ale często monotonne szkolenie wojskowe połączone z ćwiczeniami terenowymi prowadzonymi najczęściej wraz z pododdziałami brytyjskiej 52 Dywizji Piechoty, przeznaczonej wówczas do wyzwalania Norwegii. Samodzielne kompanie górskie Brygady ćwiczyły też oddzielnie wraz z trzema brygadami 52 DP (1 Kompania z 155 BP, 2 Kompania z 156 BP, a 3 Kompania z 157 BP). Norwescy oficerowie łącznikowi byli stale przydzieleni do dowództwa 52 DP. 100 żołnierzy norweskich z kompanii spadochronowej służyło jako instruktorzy narciarscy w 52 DP zimą 1943/1944. Z kolei kompania spadochronowa ćwiczyła stale z brytyjskimi oddziałami spadochronowymi. W listopadzie 1943 Brygada po raz ostatni przeniosła się, zajmując obóz w Callander. W tym czasie coraz bardziej stawało się jasne, że jednostka powróci do kraju jedynie w wyniku kapitulacji wojsk niemieckich okupujących Norwegię (plan „RANKIN C”). Jednakże w dalszym ciągu prowadzono ćwiczenia związane z planami alternatywnymi: inwazją na osłabione siły niemieckie w Norwegii („RANKIN A”) lub zajęciem terytorium Norwegii w warunkach wycofywania się z niego wojsk niemieckich („RANKIN B”). W sierpniu 1944 dowództwo Brygady skierowało do emigracyjnego rządu i króla prośbę w sprawie skierowania do walki większej ilości swoich żołnierzy, gdyż dotychczas jedynie około 300 spośród nich zdobyło doświadczenie bojowe. Głównodowodzący siłami norweskimi na uchodźstwie generał major Johan Beichmann silnie zaapelował o dołączenie Brygady do brytyjskiej 52 DP walczącej już z Niemcami na kontynencie. Wszystkie te plany zostały jednak przez rząd odrzucone, gdyż zamierzał on zachować gros sił norweskich na okres wyzwolenia Norwegii.

## Udział Norwegów w walkach
Niewielka część żołnierzy Brygady Norweskiej wzięła bezpośredni udział w walkach z Niemcami. Byli to przede wszystkim norwescy oficerowie łącznikowi, służący w brytyjskiej 52 DP. Emigracyjne władze norweskie zamierzały ich wycofać przed planowanym lądowaniem w Normandii, ale wskutek nacisków Brytyjczyków ostatecznie nie zrobili tego. W rezultacie około 50 oficerów wzięło udział w walkach na terenie Holandii w ramach lądowej części operacji Market Garden, a następnie w rejonie Geilenkirchen w obronie przed wojskami niemieckimi prowadzącymi ofensywę w Ardenach. Jeden z nich zginął. 26 grudnia zostali oni przeniesieni do Londynu. Drugą grupą Norwegów, którzy walczyli z Niemcami, było 12 żołnierzy z kompanii spadochronowej pod dowództwem majora Ole Jacoba Bangstada. Zostali oni zrzuceni na spadochronach w rejonie Børgefjell w regionie Nord-Trøndelag w celach sabotażowo-dywersyjnych na ważnej dla Niemców linii kolejowej Nordlandsbanen.

## Walki 2 Kompanii Górskiej w północnej Norwegii
Od marca 1944 toczyły się rozmowy między emigracyjnym rządem norweskim a władzami Związku Radzieckiego w sprawach związanych z wyzwoleniem północnej części Norwegii w ramach radzieckiej operacji petsamsko-kirkeneskiej. 18 października Sowieci oficjalnie zgodzili się na uczestnictwo wojsk norweskich w tej operacji. 30 października do Murmańska przybyło 208 żołnierzy z 2 Samodzielnej Kompanii Górskiej dowodzonych przez pułkownika Arne Dagfina Dahla. Zostali oni przydzieleni do sowieckiej 114 Dywizji Strzeleckiej. W dniach 9–11 listopada przekroczyli granicę sowiecko-norweską, zajmując opuszczone przez Niemców pozycje w Sandnes koło Kirkenes. 24 listopada wyruszyli na front. Ich zadaniem było rozpoznanie niemieckich pozycji, branie jeńców i ich przesłuchiwanie, atakowanie nieprzyjacielskich dostaw. 6 lutego 1945 kompania przeszła pod zwierzchność Distriktskommando Finnmark pod komendą pułkownika Dahla. W marcu dołączyło do niej 1,3 tysiąca żołnierzy norweskich z oddziałów lekkiej piechoty sformowanych w Szwecji, a także grupy lokalnych ochotników. W momencie niemieckiej kapitulacji w Norwegii, czyli 8 maja, przebywało tam około 3 tysięcy żołnierzy norweskich. Straty 2 Kompanii Górskiej wyniosły łącznie 4 zabitych i 2 wziętych do niewoli.

## Wyzwolenie Norwegii
Po kapitulacji 8 maja o północy sił niemieckich stacjonujących w Norwegii, natychmiast alianci przetransportowali tam część Brygady Norweskiej, to jest kompanię spadochronową i samodzielny szwadron rozpoznawczy. Wraz z oddziałami lekkiej piechoty ze Szwecji i członkami ruchu oporu Milorg zaczęły one przejmować kontrolę nad krajem. 3 tygodnie później do Norwegii przybyła reszta Brygady, obsadzając Bardufoss, Bodø, Drag, Fauske, Lødingen, Mosjøen, Skibotn, Svolvær i Tromsø. Ich zadaniem było głównie rozbrajanie i kontrolowanie Niemców, ochrona obozów jenieckich, rozminowywanie pól minowych, kopalń, mostów i innych obiektów, naprawa dróg, cywilny transport. W czerwcu do Brygady dołączyli żołnierze z 2 Kompanii Górskiej z północnej Norwegii. W październiku Brygada została zdemobilizowana.

## Skład organizacyjny
We wrześniu 1940:
- dowództwo
- 1 Kompania Strzelecka
- 2 Kompania Strzelecka
- 3 Kompania Strzelecka
- kompania sztabowa (moździerze, transport)
- kompania karabinów maszynowych
- kompania mieszana (rowerzyści, saperzy, łączność)
- kompania zaopatrzeniowa
- bateria artylerii polowej (4 działa)

Lato 1942 (po reorganizacji):
- dowództwo
- 1 Samodzielna Kompania Górska
- 2 Samodzielna Kompania Górska
- 3 Samodzielna Kompania Górska
- kompania spadochronowa
- pluton transporterów opancerzonych Universal Carrier
- pluton żandarmerii wojskowej
- bateria artylerii polowej (4 działa)